# Tolpis lagopoda
Tolpis lagopoda là một loài thực vật có hoa trong họ Cúc. Loài này được miêu tả khoa học đầu tiên.